# Joice Maduaka
Joice Maduaka, född den 30 september 1973 i Lambeth, är en brittisk friidrottare som tävlar i kortdistanslöpning.
Maduaka deltog vid Olympiska sommarspelen 2000 där hon blev utslagen både på 100 meter och på 200 meter i försöken. Vid Inomhus-VM 2003 var hon i final på 60 meter och slutade där sjua på tiden 7,34.
Hon missade finalen både vid VM 2003 och vid Olympiska sommarspelen 2004. Däremot var hon i final vid EM 2006 på 100 meter där hon blev fyra på tiden 11,24. Vid samma mästerskap ingick hon i Storbritanniens stafettlag på 4 x 100 meter som slutade tvåa bakom Ryssland.
Hon deltog vidare vid VM 2007 men blev utslagen redan i kvartsfinalen på 200 meter.

## Personliga rekord
- 60 meter - 7,19
- 100 meter - 11,23
- 200 meter - 22,83